# ショーニー族

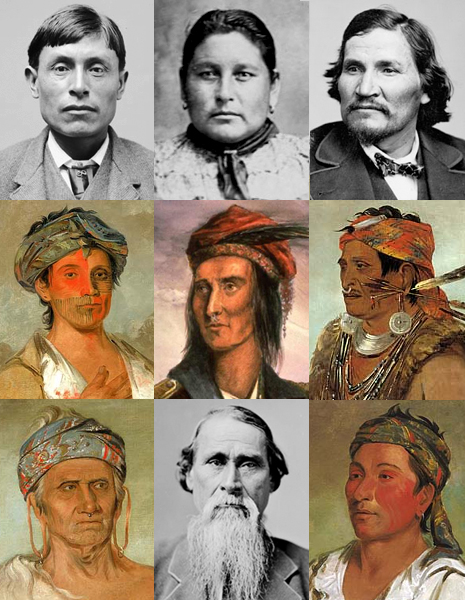
ショーニー族

ショーニー（Shawnee）、またはシャワノ（Shawano）とは、北米のインディアン部族である。彼らはもともとオハイオ州、ウエストバージニア州、ケンタッキー州、ペンシルベニア州およびメリーランド州西部の地域に居住していた。
アルゴンキン語族のショーニー語を話す。

## 歴史

### 1750年代以前
歴史時代以前（先史時代）のショーニーの起源は極めて不詳である。他のアルゴンキン語族の部族はショーニーを彼らの最南端の支族と見なし、他のアルゴンキン語族には「南」を意味する「shawano」というよく似た単語がある。しかし、ショーニー語の「shawan」という語幹は「南」ではなく、「（天気が）穏やかな、暖かな」という意味を持つ。あるショーニーの神話の中には、「Shawaki」が南の神を表している。ある学者は、ショーニーはオハイオ・カントリーの有史以前のフォート・エンシェント文化の人々の末裔と推測しているが、他の学者は異議を唱えており、決定的な証拠はひとつも発見されていない。
1670年以前のある時、 ショーニーの集団はサヴァンナ川地域に移住していた。チャールズタウンを本拠地としたカロライナ植民地のイギリス人は、1674年頃にこれらのショーニーと最初に接触した。その後は長い同盟関係が形作られた。当初サヴァンナ川のショーニーは、カロライナのイギリス人に「サヴァンナ・インディアン」として知られていた。時を同じくして、他のショーニーの集団もオハイオ・カントリーの南と東のフロリダ、メリーランド、ペンシルベニア、および他の地域へと移住した。歴史家のアラン・ギャレイは、17世紀中庸から後半のこのショーニーの移住者たちは、1640年代に始まったビーバー戦争によって恐らく追いやられたと推論する。ショーニーは彼らの広範囲にわたる入植地と移住、彼らの頻繁な長い距離の他のインディアンの集団への訪問で知られるようになった。彼らの言語は数々の部族の間で共通言語となり、そのことはショーニーが経験したこととともに、ヨーロッパ人とヨーロッパ系アメリカ人の拡大に対する、多部族にわたるインディアンの抵抗を生み出し持続させるときの指導者になることを助けた。
1752年より前に、彼らはバージニア州ウィンチェスター近くのショーニースプリングスを拠点にして、後の酋長コーンストークの父親がそこに王宮を持った。ある時点で、彼らは現在ウェストバージニア州、オハイオ州南部、ケンタッキー州北部となっているオハイオ・カントリーに居住した。
イロコイは後に征服によって得た権限でオハイオ・カントリーの領有を主張し、ショーニーとデラウェアを従属した部族としてそこに再度住み着いた人々と見なした。多くのイロコイは当時西にも移住し、彼らはミンゴ（w:Mingo）として知られるようになった。ショーニー、デラウェア、ミンゴのこれら3つの部族は、オハイオ・カントリーで密接に関わるようになった。

### 六十年戦争（1754年-1814年）

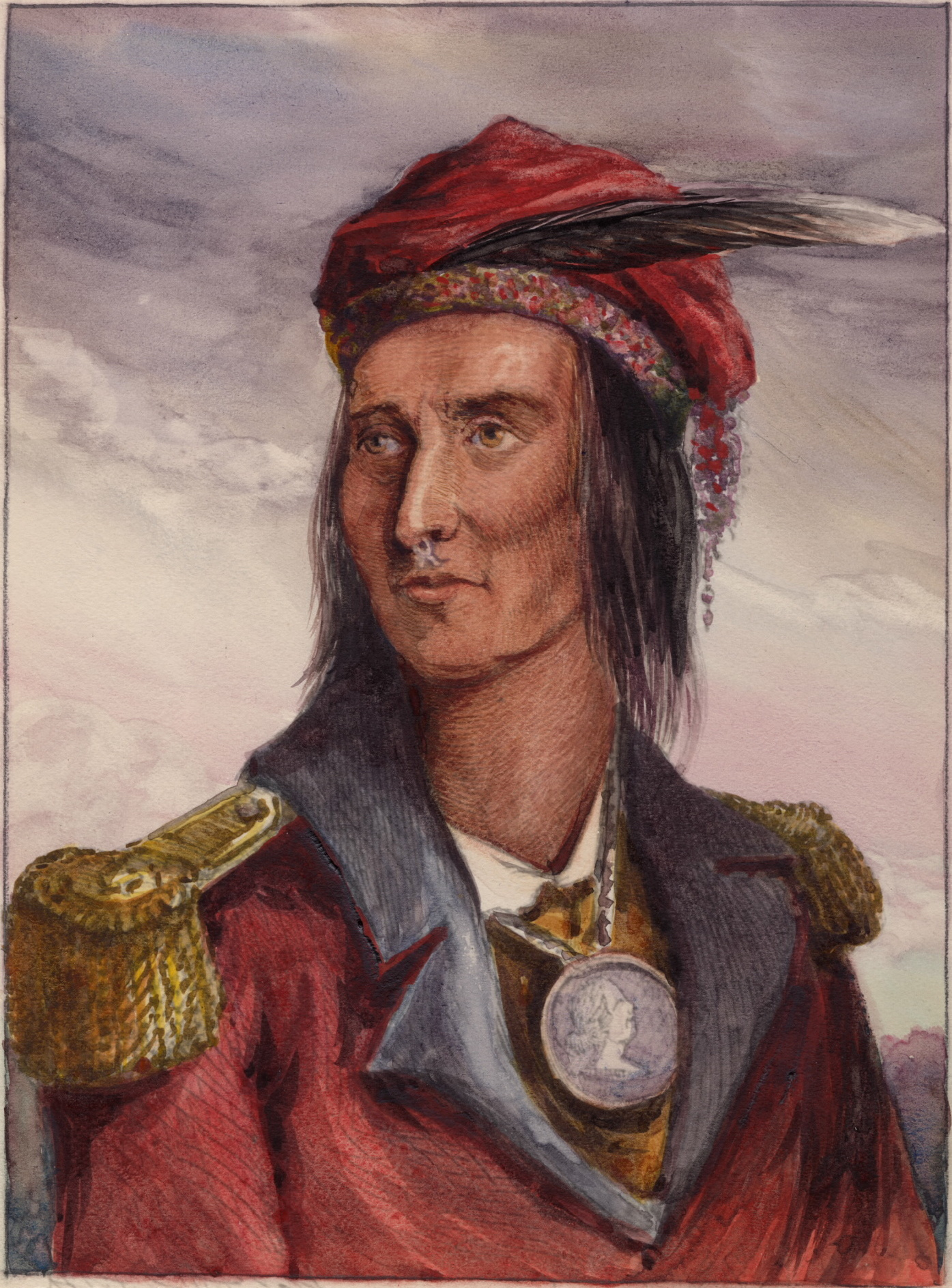
テカムセ

1755年のモノンガヘラの戦いの後、多くのショーニーは、1758年のイーストン条約に署名するまで、フレンチ・インディアン戦争の初期にフランスと共に戦った。フランスが1763年に敗れた後は、多くのショーニーたちはイギリスに対するポンティアック戦争に参加し、翌年には敗れた。
ポンティアック戦争の間に発せられた1763年宣言は、東部のイギリス領地とアパラチア山脈の西にあるオハイオ・カントリーの間に境界線を引いた。しかし、1768年のスタンウィックス砦条約はこの境界線を西に拡張し、イギリスは現在のウエストバージニアとケンタッキーの領有を主張した。ショーニーはこの条約には合意しなかった。というのもこの条約はイギリス当局とイロコイ連邦の間で交渉されたもので、イロコイはショーニーと他のインディアンがその土地で狩猟をしていたにもかかわらず領有権を主張していた。
スタンウィックス砦条約の後、アングロ系アメリカ人たちはオハイオ川流域へと殺到し始めた。入植者とインディアンの間の暴力事件は激しさを増して、1774年のダンモアの戦争へと突入した。イギリスの外交官はこの紛争の間になんとかショーニーを孤立させた。イロコイとデラウェアは中立を保ち、一方でショーニーはわずかなミンゴの同盟とともにイギリス領バージニア植民地と対峙した。バージニア総督のダンモア卿は、オハイオ・カントリーへの二面攻撃による侵攻を開始した。ショーニー族酋長のコーンストークは一方の軍を攻撃したが、唯一の主要な戦闘であったポイントプレザントの戦いで敗れた。キャンプシャーロット条約でコーンストークとショーニーたちは1768年のスタンウィックス砦条約で設定されたオハイオ川の境界を承認することを強いられた。
多くの他のショーニーの指導者たちは、この境界の承認を拒否したが、1775年にアメリカ独立戦争が起こった時、数々のショーニーたちはイギリス側について戦争に参加し、アパラチア山脈の向こうに入植者を追放することを目指してイギリスを支援した。ショーニーたちは分裂した。コーンストークは中立のまま残る集団を率いて、一方で酋長ブラックフィッシュやブルー・ジャケットのような指揮官たちはイギリスの同盟として戦った。 
合衆国とインディアン部族の同盟の間の北西インディアン戦争で、ショーニー族はマイアミ族と手を組んで非常に大きな軍団となった。1794年のフォールン・ティンバーズの戦いの後、 ほとんどのショーニーの団は1年後のグリーンヴィル条約に合意し、彼らの故郷の地の大部分は合衆国へと帰属した。
他の残りのショーニーの集団はこの条約を拒否して、ミズーリにいた彼らの兄弟姉妹に加わりケープジラード近くに定住した。1800年までに、Hathawekela、Kispokotha、Piquaの部族がミズーリへと移住した一方で、ChillicotheとMequachakeの部族だけがオハイオに残った。
1805年から、ショーニー族の少数派がテカムセと彼の兄弟テンスクワタワの汎部族運動に加わり、テカムセの戦争と1813年10月5日のテムズの戦いでのテカムセの死を引き起こした。これはアメリカの拡大からオハイオ・カントリーの地を守るショーニー・ネーションの最後の抵抗であった。

### 戦争の後
数百名のミズーリ・ショーニーは一部のデラウェア族の人々と共に1815年に合衆国を去って当時スペインの支配下にあったテキサスに定住した。この部族はアブゼンティー（欠席者）・ショーニーとして知られるようになった。テキサスが独立した3年後の1839年に彼らは再び追放された。これらの人々は現在のショーニーに近いオクラホマに定住し、1845年には、彼らの伝統的な世界観と信仰を共有するカンザスから来たショーニーがこれに加わった。
1817年、オハイオ・ショーニーはメグズ砦条約に調印し、Wapaughkonetta、ホッグクリーク（アダ近郊）、そしてルイスタウン（セネカ族と共に）の3つの居留地と引き換えに彼らの残っている土地を割譲した。
ミズーリは1821年にアメリカ合衆国の州として昇格し、1825年のセントルイス条約の後、1,400名のミズーリ・ショーニーたちはケープジラードからカンザス南東部のネオショ川近くへ強制的に移住させられた。
1833年の間は、ブラック・ボブのショーニーの団のみが抵抗した。彼らはオラース近くのカンザス北東部とガムスプリングス近くのモンティチェロにあるカンザス川（カウ川）沿いに住み着いた。
1826年、およそ200名のオハイオ・ショーニーはテンスクワタワ預言者の後を追い、彼らのカンザスの兄弟姉妹に加わったが、本体はブラック・フーフにつき従い、フーフはオハイオの故国を諦める前のあらゆる戦いをした。1831年、ルイスタウンのセネカ＝ショーニーの集団はインディアン準州 (現在のオクラホマ)へ立ち去った。ブラック・フーフの死後、Wapaughkonettaとホッグクリークの残りの400名のオハイオ・ショーニーは彼らの土地を放棄し、カンザスのショーニー居留地へと移動した。
南北戦争の間、ブラック・ボブの一団はカンザスから逃亡し、戦争から逃れるためにオクラホマのアブセンティ・ショーニーに加わった。南北戦争後、カンザスのショーニー族は再び追い払われて、オクラホマへ移動した。そこでは、かつてのルイスタウンの集団の一部のショーニーたちは東部ショーニーとして知られるようになり、かつてのミズーリ・ショーニーたちは、ロイヤル（忠誠）・ショーニー（彼らの戦争中の連邦への忠誠のため）として知られるようになった。後者の集団は合衆国にチェロキー・ネーションの一部と見なされたために、 チェロキー・ショーニーとしても知られる。
今日、ショーニーネーションの大部分はまだオクラホマに居住している。